# Carl Georg Starbäck
Carl Georg Starbäck (18. juli 1828 – 8. oktober 1885) var en svensk historiker og romanforfatter.
Starbäck blev student 1849 og dr. phil. 1854, gik derefter skoleembedsvejen, redigerede Svenska arbetaren (1861-65), blev 1864 lektor ved Latinskolen i Norrköping, men måtte 1872 opgive undervisningen, og 3 år efter tog han sin afsked.
Alle Starbäcks værker har en smuk og folkelig grundtone; de har noget af det, som er Ingemanns styrke, en vis retfærdstrang og fædrelandsfølelse, som øver sin indflydelse. Hans bedste arbejder er det historiske værk Berättelser ur svenska historien (1860—75, 11 bind og begyndelsen af 12.), der blev afsluttet af P.O. Bäckström i 22 bind. 
Af hans større historiske arbejder kan nævnes Vasaätten under unionstiden (1854), Inledning til medeltidens historia (1856), Öfversikt af riksföreståndareskapet i Sverige under medeltiden (1864) samt det pædagogiske skrift Historiens betydelse som undervisningsämne (1859). 
Men han vandt ikke ringere anerkendelse ved sine forskellige mere eller mindre romantiske romaner: Skarpskyttens ungdomsminnen (1867), Mäster Olofs bröllop (1871), Engelbrekt Engelbrektsson (samme år) samt Nils Bosson Sture (1870—75) og flere. Flere af disse er oversatte på dansk.